# Томас Меттлер
Томас Меттлер (нім. Thomas Mettler, нар. 1958, Люцерн, Швейцарія) — швейцарський танцюрист, актор і режисер у галузі фізичного театру і контемпорарі-денс. Учень знаменитого актора і міма Марселя Марсо.

## Життя
Навчався у школі Марселя Марсо в Парижі, після чого став прихильником фізичного театру. Автор численних повнометражних творів та власних проектів, у яких танець і театр поєднані з імпровізацією. Його мистецька і викладацька діяльність триває більше трьох десятиліть. Чотири роки Меттлер викладав танці в школах у Лондоні та Парижі.
Меттлер провів понад 150 інтенсивних воркшопів у Франції, Англії, Італії, Колумбії, Німеччині, США, Греції, Іспанії, Індії, Португалії, Фінляндії, Польщі, Ізраїлі, Палестині, Чехії, Швейцарії та Україні.
Мешкає в Тичино, Швейцарія.

## Творча діяльність
У 1995 році Меттлер був співзасновником «on.off Werkstatt», центру досліджень творчості та обміну з провідними міжнародними викладачами танцю з усього світу. Був художнім керівником цього центру протягом дванадцяти років.
1997 року офіційно представляв Швейцарію на фестивалі «Культурна столиця Європи 97» у Салоніках.
Засновник та учасник групи танцю, фізичного театру та імпровізації «6 Men Dance — a night of improve», у якій брали участь провідні імпровізуючі танцівники з усього світу, серед яких Адам Бенджамін (Велика Британія), Рік Нодін (США, Велика Британія), Йорці Кортес Моліна (Іспанія), Крістіан Пануйоло (Франція), Кріс Ейкен (США).
У 2006 році він об'єднав 17 танцюристів та акторів із семи країн для великого міжнародного проекту фізичного театру «Про життя та смерть» (About Life & Death).
У 2007 році Меттлер співпрацював з провідною англійською інклюзивною танцювальною компанією «StopGap» у Лондоні.
У 2008 році виступав у дуеті зі сліпою танцюристкою Сільві Рафоз у проекті «… à voir».
У 2009 році Меттлер розпочав співпрацювати в дуеті «Incontro» з Астадом Дебу.
2010 року Томас Меттлер як режисер спільно з компанією контемпорарі-денс «About Men and Women» створив виставу «Солодка отрута ЛЮБОВ» («The Sweet Poison LOVE»).
2011 року він був художнім керівником фестивалю «TanzFilmFestival Luzern».
2012 співзасновник першого щомісячного контакт-імпровізаційного джему у місті Тичино, Швейцарія.
2013 року вийшов перший танцювальний фільм Томаса Меттлера як режисера та актора «Осіннє листя» («Autumn Leaves»), що був знятий у Швейцарії.
2015 року Томас створив для українського Гоголь-фесту виставу фізичного театру «Деякі чоловіки мають померти» («Some Men Must Die») з 14-ма танцюристами та акторами з України, Англії та Швейцарії, музику для якої виконували троє музикантів. Вистава була перероблена у 2016 році та виконана на фестивалі «KMATOS Fest 2016» з одинадцятьма танцюристами й акторами.
2017 відбулася прем'єра танцювального соло Томаса Меттлера «transitio» з живою музикою Войтеха Гавела (Прага, Чехія) та скульптурами Паскаля Мурера (Чехія). Цей твір вважають квінтесенцією танцювальних творів Томаса Меттлера. У ньому він досліджує питання природних змін, які відображені в життєвому циклі людини. Найбільше цікавить танцюриста в цьому момент паузи, невагомості, що розмежовує дві ситуації або різні обставини, момент між зупинкою та відходом. Ця рефлексія Меттлера викликана у відповідь на три скульптури швейцарського художника Паскаля Мурера. Жива музика, скульптури і танець пов'язані між собою так само, як і природні явища.
2018 року розпочалася робота над повнометражним фільмом за мотивами однойменної п'єси «Деякі чоловіки мають померти» («Some Men Must Die»). Меттлер як режисер зняв цей фільм про війну Росії з Україною. Зйомки відбувалися в Україні та зараз фільм знаходиться на завершальній стадії постпродакшну. Прем'єра очікується 2020 року.
2019 року Томас Меттлер та українська авторка Любов Якимчук на запрошення Національного академічного драматичного театру ім. Івана Франка створили п'єсу «Стіна». Томас Метлер як режисер поставив цю п'єсу для Камерної сцени театру.